# 大崎 (品川區)
大崎（日语：／ Ōsaki */?）是日本東京都品川區地名，屬大崎地區。現行行政地名為大崎一丁目至大崎五丁目。住居表示實施區域。2013年（平成25年）8月1日為止的人口為13,474人。郵遞區號141-0032。

## 地理
位於品川區北部，大崎站為中心的區域。僅大崎一丁目位於山手線內，二丁目至五丁目都位於山手線外側。
東北側有目黑川流經，形成與北品川地區之間的自然邊界。西北側的東急池上線路廊是與西五反田地區的邊界。同線的大崎廣小路站是大崎四丁目、大崎五丁目與西五反田一丁目、西五反田八丁目交會点。東京都道317號環狀六號線（山手通）為聯繫大崎廣小路站、大崎站與北品川地區之間的重要道路。

## 歷史
現在的大崎二丁目、大崎三丁目相當於眺望目黑川的高地，自古時就蓬勃發展。西品川三丁目附近地區為居木橋遺址，曾出土繩文時代的土器與貝塚等。
室町時代，作為品川宿往多摩地域的街道，目黑川上架起居木橋（いるきばし）。現在居木神社周邊形成聚落。
1889年（明治22年）施行市制町村制，荏原郡上大崎村、下大崎村、桐谷村（現西五反田四丁目至七丁目附近）、谷山村（現西五反田三丁目至二丁目、大崎四丁目附近）、居木橋村（現大崎一丁目至三丁目附近）合併成立大崎村。1901年（明治34年）大崎站開業。1908年（明治41年）町制施行，成立大崎町。1932年（昭和7年）編入東京市，舊品川町、舊大井町區域一同成立品川區。舊大崎町區域下分上大崎、下大崎、五反田、大崎本町、西大崎、東大崎等町名。1967年（昭和42年）實施住居表示，大崎駅站周邊的東大崎區域改為大崎一 - 五丁目，上大崎以外的町名編為西五反田與東五反田。
大崎站周邊的大崎地區與山手線沿線相比是較為安靜的地區。但自1980年代起，本地逐漸發展。1980年代後半，大崎站東口地區再開發，大崎新城、Gate City大崎等複合設施相繼開業，一躍成為東京副都心之一。接著埼京線進入、東京臨海高速鐵道臨海線開通、湘南新宿線開始運行，與品川成為山手線南端的交通要地。
大崎站西口再開發工程方面，2007年10月於明電舍舊址的ThinkPark（地上30層）開幕。2011年3月索尼舊大崎西技術中心舊址的索尼城大崎(地上25層)開幕。

### 地名由來
大崎地名應是源自江戶時代。主要說法是此地地形沿續秩父山，稱為「尾崎」，因誤傳而變為大崎。但當時所指的大崎地區是現在的JR目黑站附近（上大崎村）至五反田站北側（下大崎村）。

## 交通
- 鐵路
  - 大崎站－JR山手線、埼京線、湘南新宿線、東京臨海高速鐵道臨海線
  - 大崎廣小路站－東急池上線
- 道路
  - 山手通（東京都道317號環狀六號線）

## 設施
- 警視廳大崎警察署（日语：大崎警察署）
- 立正大學
- 大崎新城（日语：大崎ニューシティ）
  - O美術館
  - 東京新大谷飯店
- Gate City大崎（日语：ゲートシティ大崎）
- 藝術村大崎（アートヴィレッジ大崎）
  - 前塔（フロントタワー）－日立系統（日语：日立システムズ）本社
  - 中央塔（セントラルタワー）－伊藤忠技術解決方案（日语：伊藤忠テクノソリューションズ）大崎辦公室、Nippon Access（日语：日本アクセス）、Toby工業（日语：トピー工業）、賽靈思日本法人本社、日立系統
- ThinkPark（ThinkPark Tower）
- 大崎中心大樓－新日鐵住金工程（日语：新日鉄住金エンジニアリング）、AOI Pro.（日语：AOI Pro.）、Viewcard（日语：ビューカード）本社
- 索尼城大崎（日语：ソニーシティ大崎）

## 備註
1. ↑  .   [2013年8月7日]. （原始内容存档于2014年2月23日）.
2. ↑   (PDF).   [2013-08-08]. （原始内容存档 (PDF)于2013-06-25）.